# 業績改善計画
業績改善計画（ぎょうせきかいぜんけいかく）は、会社組織等において経営側が、役員や従業員に対して業績改善や成績向上を促すために作成させる計画。Performance Improvement Plan からPIPが略称として用いられる。
日本では、2000年代に日本IBMが導入し、外資系企業で採用する事例が増えた。

## 手段と目的
能力の低いもしくは伸び悩んでいる社員や従業員に課題を与える、もしくは自発的に課題を作らせ、目標に向けて能力を向上させることが目的。しばしば人事評価と必要以上に結び付け、退職勧奨の手段に用いられるなど不適当な運用が問題となる。
最近では、一部の企業ではローパフォマーの意識改善と変革のツールとして、1on1なども交えて本来の使い方として、適正に使っている企業も見られる。

### 通信社の例
通信社の記者が業績改善計画として、独自視点を盛り込んだ記事を週1本、編集局長賞級の記事を月1本作製することを求められた。記者は計画を達成できず能力不足として解雇されたことから、不当解雇として会社を提訴。一審では、原告が勝訴した。

### ファストフード会社の例
ファストフード会社の社員が業績改善計画として、商品が注文されてから30秒以内に提供することを求められた。社員は体調を崩したうえ、目標未達成を理由に退職同意書への署名を求められ退職を余儀なくされたことから、後日、業績改善計画で達成困難な目標を課され退職を強要されたとして、同社に解雇無効と慰謝料を求めて会社を提訴した。

### 通信販売会社の例
通信販売会社の社員が業績改善計画（コーチングプラン）の対象になり、会社側から示された目標を達成したが、会社側は「書面で書いてあることを達成しただけではコーチングプランができたとは認めない」として社員側の主張を認めなかった。社員は、具体的な理由が明らかにされないまま減給や降格を伴う懲戒処分になったのは不当として、2020年3月、東京地方裁判所に慰謝料の支払いを求める労働審判を申し立てた。会社側は「真実に基づくものではなく、一方的なものだ」と反論した。